# Echoes from the Ground
Echoes from the Ground è il quinto album in studio del gruppo doom metal australiano Paramaecium.

## Formazione
- Andrew Tompkins - voce, basso
- Mark Orr - batteria
- Atilla Kuti - violino
- Tracy Bourne - voce

## Tracce
1. Night Fears Morning – 6:22
2. Over the Sea – 7:14
3. The Chosen Land – 6:43
4. They Tend to Die – 5:46
5. I – 4:32
6. My Failing Heart – 5:38
7. Echoes – 6:18